# Haney
Haney – miasto w Stanach Zjednoczonych, w stanie Wisconsin, w hrabstwie Crawford.